# Kozue Takagi
Kozue Takagi (高木こずえ, Takagi Kozue, * 1985 Nagano) je významná japonská fotografka.

## Životopis
Kozue Takagi se narodila v Naganu v roce 1985. V roce 2007 absolvovala katedru fotografie na Tokijské polytechnické univerzitě. V roce 2006 získala za sérii Selfcounseling cenu Daido Moriyama a druhou cenu na soutěži Epson Color Imaging Contest. V roce 2009 jí byla udělena prestižní cena za fotografii Ihei Kimury.

## Knihy
- MID. Akaaka Art Publishing, 2009.
- Ground. Akaaka Art Publishing, 2009.
- Suzu The Shinano Mainichi Shimbun Inc., 2011.